# La Tête en friche - La testa tra le nuvole
La Tête en friche - La testa tra le nuvole (La Tête en friche) è un film del 2010 diretto da Jean Becker.

## Trama
Germain Chazes è un uomo un po' sempliciotto, semi-analfabeta, che vive in un camper nel giardino della madre. Vessato per tutta la sua infanzia e adolescenza da madre e professori, e anche in età adulta considerato ignorante dagli amici che frequenta quotidianamente al bar, un giorno incontra al parco la signora Margueritte, che gli cambia la vita. Margueritte, un'arzilla vecchietta di 95 anni, non lo considera stupido, anzi capisce le sue difficoltà e lo inizia all'amore per la lettura, leggendo per lui e regalandogli un dizionario. Per lui è molto complicato e decide di riportarle il dizionario, andandola a trovare alla casa di riposo di lusso che viene pagata dal nipote. Lì scopre che Margueritte sta per diventare cieca e, turbato, decide di aiutarla. Quella sera, la sua ragazza Annette scopre ciò che gli accaduto e lo aiuta a leggere meglio, affinché possa continuare a leggere libri con Margueritte. Pochi giorni dopo Germain trova la madre morta e dal notaio scopre che la donna, nonostante le continue vessazioni, aveva fatto sacrifici per comprare la casa e che gli ha lasciato una scatola con la foto del padre, che non ha mai conosciuto, e tutti i ricordi di quando era nato. Lo dice ad Annette e lei gli comunica di aspettare un bambino. Felice, va alla casa di riposo per dirlo anche a Margueritte, ma scopre che il nipote l'ha portata via per non pagare più la retta. Decide allora di ritrovare la donna; quando alla fine la trova in un ospizio orribile, la porta via e se la porta a casa.